# 唐利民
唐利民（1958年11月—），男，汉族，重庆人，中华人民共和国政治人物、第十二届全国人民代表大会四川地区代表。四川省委党校现代管理专业在职研究生学历。

## 生平
1982年毕业于沈阳冶金机械专科学校（今沈阳大学）机械二系金属学及热处理专业。2005年8月任中共绵阳市委副书记、绵阳市人民政府市长，2008年4月担任中共内江市委书记，市人大常委会主任。2008年当选为第十一届全国人大代表。2011年11月，任四川省发展和改革委员会主任、省物价局局长。2013年，再度担任全国人大代表，任期5年。
2016年9月，唐利民出任四川省人民政府秘书长，直到2019年卸任。2018年12月，四川省人民政府聘任唐利民为政府参事，任期至2021年。2022年11月当选为四川省县域经济学会会长。